# Mosty kolejowe w Bydgoszczy

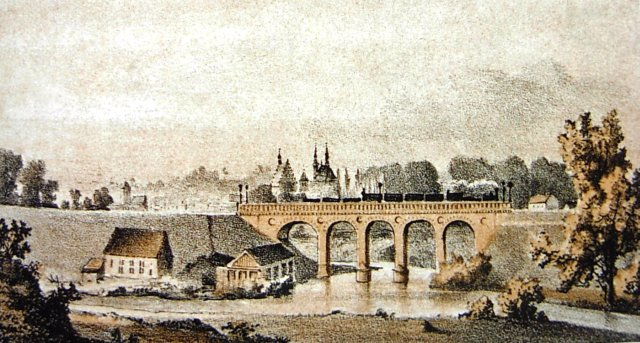
Litografia Juliusa Gretha z 1853 r. przedstawiająca nowo wybudowany most kolejowy

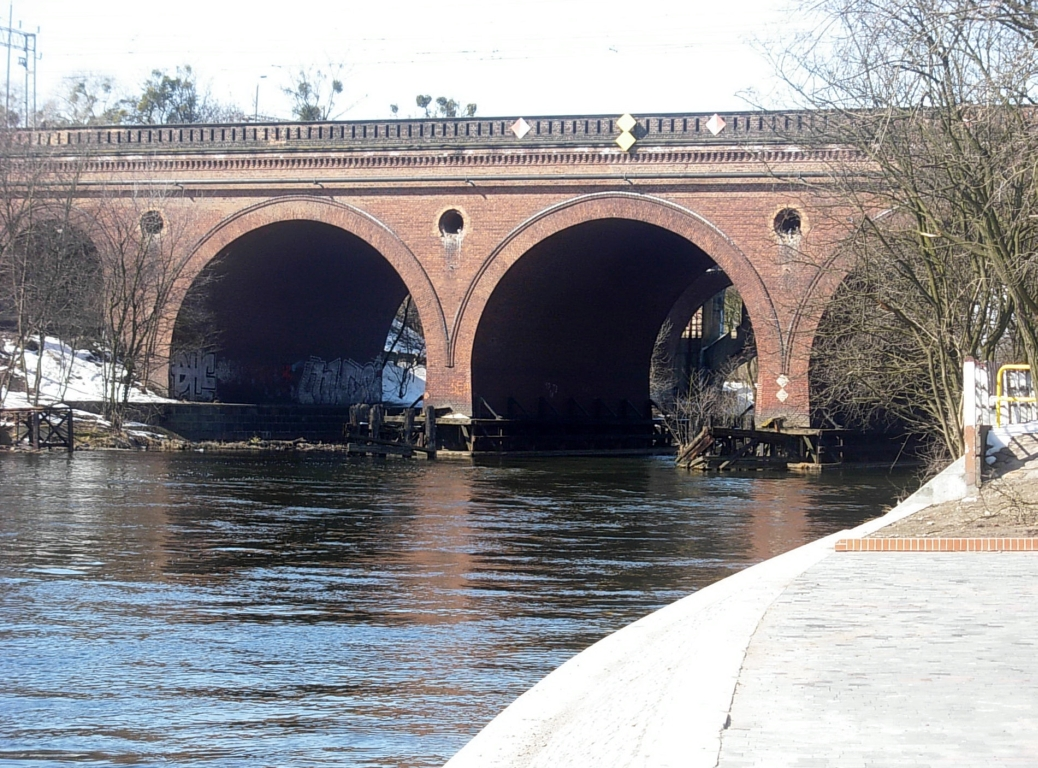
Most wschodni (1851)

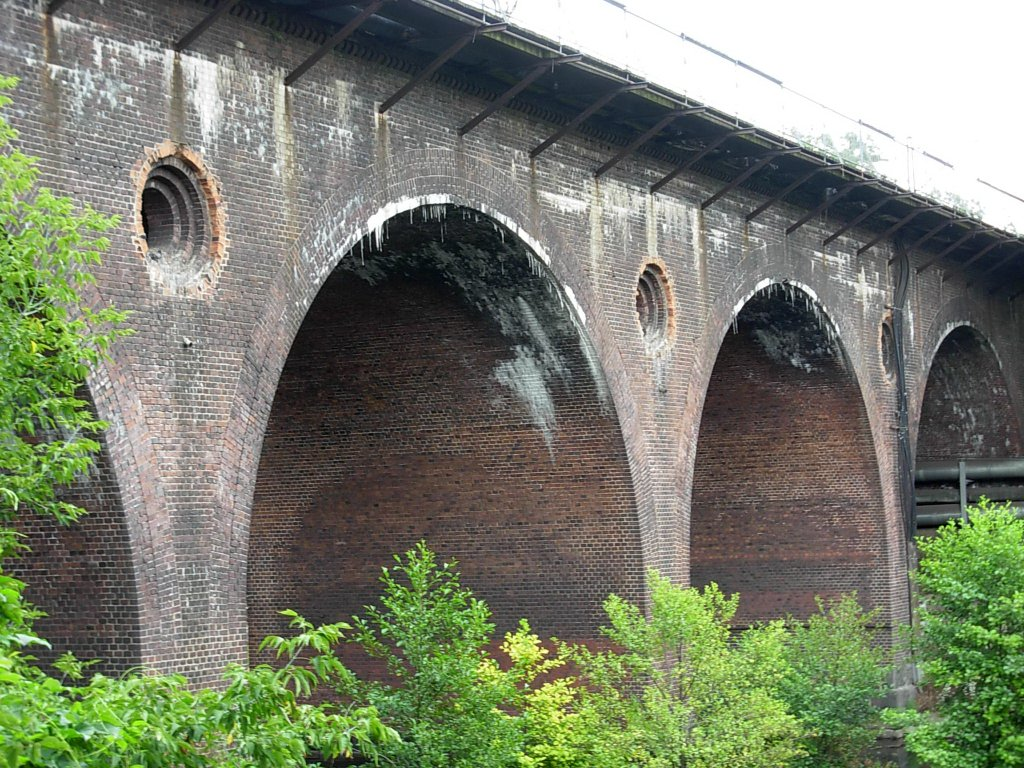
Fragment najstarszego mostu

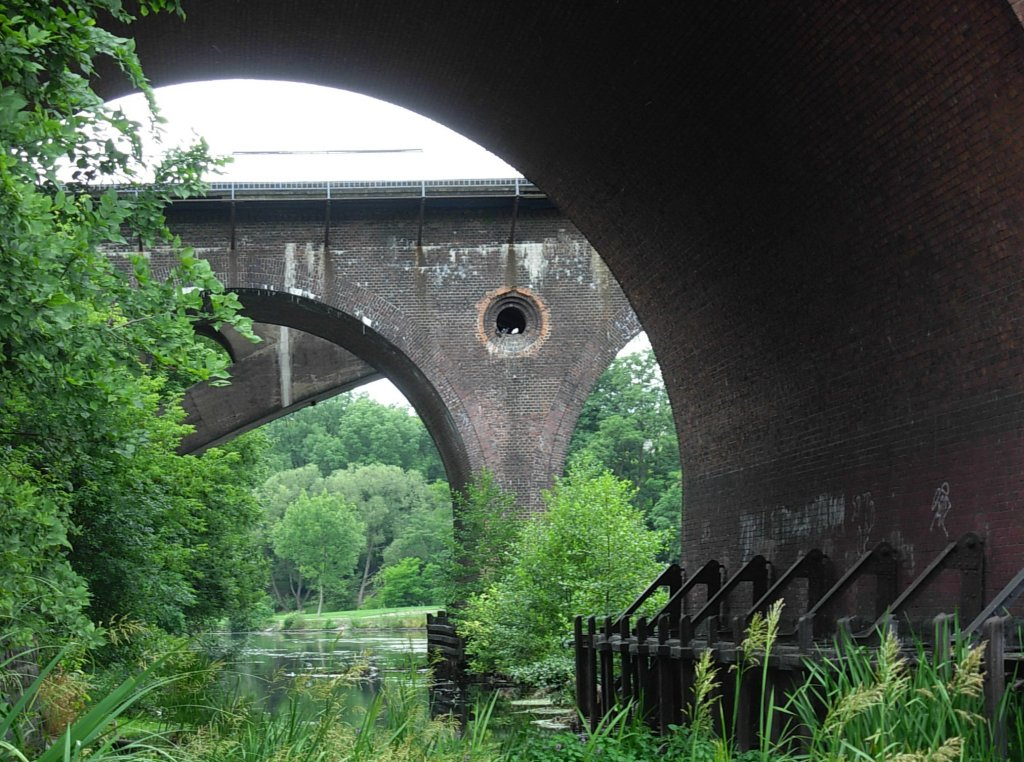
Łuki od spodu

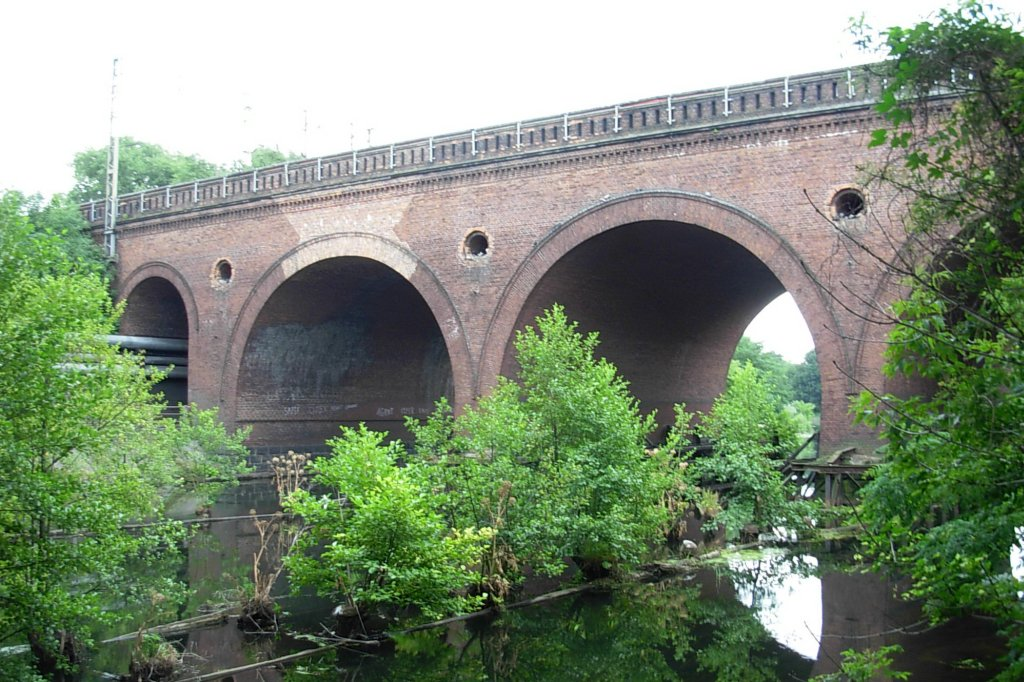
Przemurowany fragment po zniszczeniach wojennych widoczny na szczycie przęsła

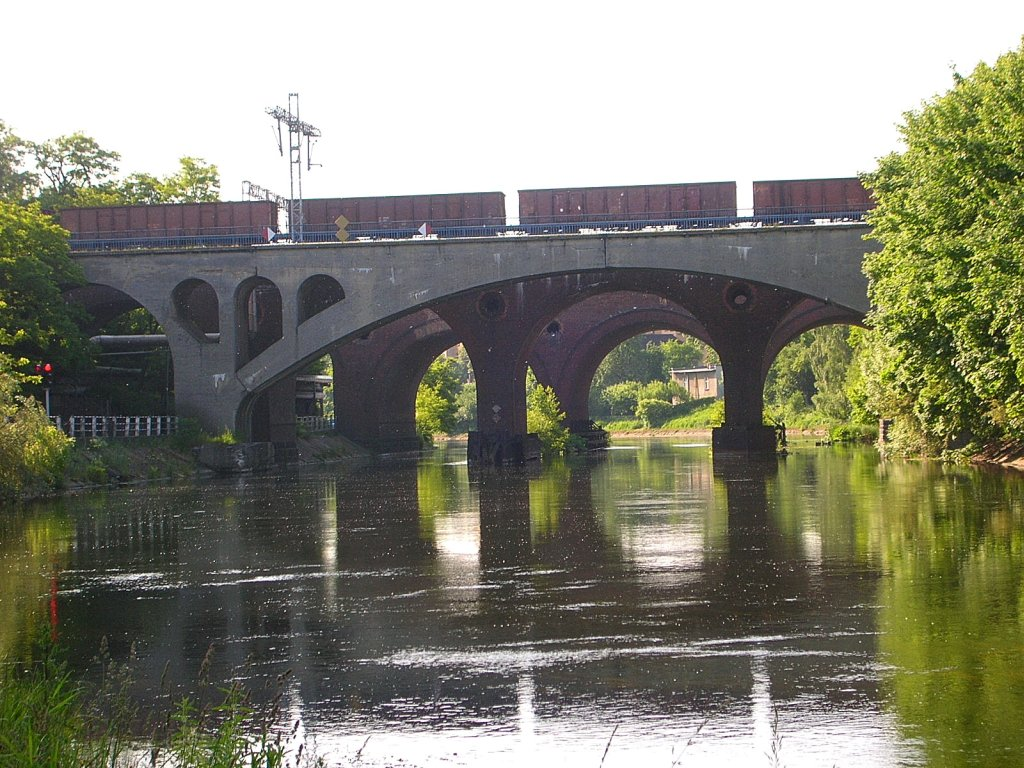
Żelbetowy most zachodni (1895)

Mosty kolejowe w Bydgoszczy – trzy mosty kolejowe na Brdzie w Bydgoszczy. Łukowy, ceglany most wschodni oddany do użytku w 1851 jest najstarszym zachowanym obiektem mostowym w Bydgoszczy i jednym z najstarszych istniejących mostów kolejowych w Polsce. Most środkowy (ceglany, łukowy) zbudowano w 1872, a żelbetowy most zachodni – w 1895.

## Lokalizacja
Mosty kolejowe spinają oba brzegi Brdy, powyżej Starego Miasta, w dzielnicy Okole. W odległości 300 m na północ od mostów znajduje się stacja kolejowa Bydgoszcz Główna.
Przez najstarszy most wschodni przebiega linia kolejowa nr 18 Piła-Bydgoszcz-Kutno (Warszawa), przez most środkowy – linia kolejowa nr 131 tzw. magistrala węglowa Chorzów Batory – Bydgoszcz – Tczew, a przez most zachodni – linia kolejowa nr 356 Poznań Wschód – Wągrowiec – Bydgoszcz Główna.
Pod mostami oprócz rzeki Brdy przebiegają ulice: Żeglarska i Nadrzeczna.

## Charakterystyka
Mosty kolejowe składają się obecnie z trzech obiektów:
- mostu wschodniego – pięcioprzęsłowego o konstrukcji ceglanej łukowej. Jest on oparty na czterech filarach, z czego dwa spoczywają na przyczółkach w nurcie Brdy. Jest to najstarszy obiekt pochodzący z 1851 r.;
- środkowego – pięcioprzęsłowego o konstrukcji ceglanej łukowej wykonanego na wzór najstarszej części mostu, zbudowanego w 1872 r.;
- zachodniego – trzyprzęsłowego, łukowego o konstrukcji żelbetowej, przylegającego do mostu środkowego. Nie jest on podparty w nurcie Brdy, ale jego forma architektoniczna nawiązuje do mostu ceglanego.

Na najstarszej nitce mostu oprócz torowiska znajduje się chodnik dla pieszych.
Obecnie wiadukty posiadają zniszczone drewniane osłony przeciwlodowe w nurcie (rosną na nich drzewa). Budowano je tak, żeby każdy tor był drożny – dwa z nurtem, jeden pod prąd.
Funkcję zarządcy obiektów w imieniu PKP Polskie Linie Kolejowe S.A. sprawuje Zakład Linii Kolejowych w Bydgoszczy.

### Most wschodni (1851)
Most wykonano jako sklepiony, ceglany, pięcioprzęsłowy, o długości całkowitej 80 m. Długość między osiami skrajnych wezgłowi wynosi 59,60 m. Przez most prowadzi dwutorowa zelektryfikowana linia kolejowa nr 18, od której odchodzi łącznica nr 745 (rozjazd nr 158 leży na samym moście). Szerokość konstrukcji -10,23 m. Nawierzchnię na moście stanowi fragment drogi rozjazdowej oraz dwa tory boczne. Przez obiekt mogą przejeżdżać pociągi o dopuszczalnym nacisku osi do 20 ton. Dwa filary środkowe znajdują się w nurcie rzeki, stąd szerokość szlaku żeglownego pod mostem wynosi 10 m.

### Most środkowy (1872)
Most wykonano na podobieństwo mostu wschodniego. Jest sklepiony, ceglany, pięcioprzęsłowy, o długości całkowitej 86,85 m. Prowadzą przez niego 2 tory zelektryfikowanej linii kolejowej nr 131. Konstrukcję nośną stanowią sklepienia ceglane długości 13,65 + 14,55 + 14,55 + 14,45 + 13,60 m. Długość mostu między osiami skrajnych wezgłowi wynosi 70,85 m, a szerokość – 8,45 m. Dwa filary środkowe znajdują się w nurcie rzeki, stąd szerokość szlaku żeglownego pod mostem wynosi 10,3 m.

### Most zachodni (1895)
Most wykonano jako łukowy, żelbetowy, trzyprzęsłowy, o długości całkowitej 90,75 m. Konstrukcję nośną stanowią przęsła łukowe o rozpiętości 12,07 + 43,00 + 11,97 m. Długość mostu między osiami skrajnych wezgłowi wynosi 72 m. Szerokość mostu wynosi 5,63 m, w tym: chodnik 1,56 m. W związku z tym, że filary środkowe znajdują się poza nurtem rzeki, szerokość szlaku żeglownego pod mostem wynosi 41,7 m. Przez most prowadzi jednotorowa linia kolejowa nr 356 na odcinku Bydgoszcz Towarowa – Bydgoszcz Główna.

## Historia
Budowa najstarszego z mostów odbyła się w kontekście budowy Pruskiej Kolei Wschodniej, która miała połączyć Berlin z Królewcem. Wiosną 1843 r. rząd pruski powołał specjalną komisję opracowującą kilka wariantów nowych kolejowych szlaków komunikacyjnych łączących Prusy Wschodnie z Berlinem. Brak zgody władz Gdańska na poprowadzenie kolei przez to miasto spowodował, że ostatecznie zadecydowano o budowie linii kolejowej od Frankfurtu nad Odrą przez Krzyż, Piłę, Nakło, Bydgoszcz do Tczewa, gdzie planowano budowę mostu nad Wisłą. Prace rozpoczęto w 1848 r., jeszcze przed ostateczną decyzją ogłoszoną przez Parlament Pruski. Budowa trwała 3 lata przy pomocy kilku tysięcy robotników sprowadzonych z Berlina.
W obecnych granicach Bydgoszczy dużym problemem było pokonanie Brdy w północnych częściach Okola i północno-zachodnich rejonach Bocianowa. Przez kilka miesięcy nawożono tony ziemi, tworząc nasyp w rejonie obecnego Placu Chełmińskiego, a na brzegach i w nurcie Brdy wznoszono przyczółki pod pierwszy w Bydgoszczy, tak duży most ceglany. Równolegle do jednotorowego, kolejowego połączenia miasta z Berlinem, stawiano słupy pod linię telegraficzną, którą oddano do użytku w 1849 r.
Most wzniesiono w latach 1849–1850. Był to klasyczny w ówczesnych czasach – gdy nie znano jeszcze żelbetu – most ceglany, arkadowy, łukowy. Wykonano pięć przęseł podpartych czterema filarami, z czego dwie podpory umieszczono bezpośrednio w nurcie rzeki. Most był znacznie wyniesiony ponad teren (28 m), co spowodowane było koniecznością zachowania odpowiednich spadków toru w obszarze dość znacznych deniwelacji terenu.
Pierwszy pociąg pasażerski z Krzyża przejechał przez nowy most 13 lipca 1851 r. 25 lipca 1851 r. na bydgoskim dworcu odbyła się uroczystość otwarcia linii Krzyż Wielkopolski – Bydgoszcz z osobistym udziałem króla Prus Wilhelma IV.
W następnych latach liczba połączeń wzrastała. W roku 1881 przez bydgoski dworzec kolejowy przewinęło się 224 tys. osób i wyekspediowano 147 tys. ton towarów.
W 1872 r. podczas budowy linii kolejowej Bydgoszcz-Inowrocław powstał bliźniaczy most położony na zachód od poprzedniego, wykonany w identycznej konstrukcji. Realizacją zajęło się największe na terenie zaboru pruskiego, prywatne Towarzystwo Kolei Górnośląskiej (niem. Oberschlesische Eisenbahn Gesellschaft), które otrzymało koncesję na eksploatację linii. W 1886 roku linia została upaństwowiona i przejęta przez Królewskie Pruskie Koleje Państwowe, zaś dwa lata później w 1888 roku na starszym moście wschodnim ułożono drugi tor linii Bydgoszcz – Piła.
Następny w kolejności był most żelbetonowy, łukowy, który wzniesiono w sąsiedztwie poprzedniego od strony zachodniej. Nastąpiło to w 1895 roku, kiedy oddano do użytku odcinek linii kolejowej z Szubina do Bydgoszczy, którą w 1908 r. wydłużono do Gołańczy.
W takim stanie obiekty przetrwały do czasu wybuchu II wojny światowej. W pierwszych dniach wojny wycofujące się z Bydgoszczy polskie jednostki wojskowe wysadziły środkowe przęsło mostu wschodniego. Obiekt naprawiono poprzez przemurowanie zniszczonego przęsła. Miejsce wysadzenia można rozpoznać po jaśniejszej barwie cegły użytej do odbudowy. Należy zaznaczyć, że żadnym zniszczeniom nie uległ most środkowy i zachodni.
Dzięki czujności i ofiarności kolejarzy mosty przetrwał bez szwanku czas II wojny światowej. W styczniu 1945 r. polskim saperom z 3 plutonu 2 kompanii saperów 9 batalionu Warszawskiej Brygady Saperów udało się rozminować mosty kolejowe nad Brdą. Ładunki i urządzenia zapalające założone były w otworach nad podporami, miny przeciwczołgowe i przeciwpiechotne na dojściach i dojazdach do mostu. Z trzech mostów usunięto ponad 11 ładunków o ogólnym ciężarze 1630 kg materiałów wybuchowych, 12 min przeciwczołgowych oraz kilkadziesiąt min przeciwpiechotnych.
Po wojnie niewielkie uszkodzenia naprawiono. Solidność konstrukcji mostu jest tak duża, że obiekt mimo upływu czasu spełnia swoją funkcję do dziś.
W latach 1969 i 1989 zelektryfikowano linie kolejowe na moście (nr 131 i 18), natomiast w 2003 r. Biuro Projektów Kolejowych w Gdańsku opracowało projekt generalnego remontu mostu środkowego i zachodniego.
W początku kwietnia 2019 biegnący na wschodnim moście chodnik dla pieszych został wyłączony z użytkowania. Do jego naprawy przystąpiono dopiero w końcu grudnia 2019, po czym ponownie udostępniono je pieszym.

## Plany
Plany inwestycyjne miasta Bydgoszczy przewidują wzniesienie w bezpośrednim sąsiedztwie mostu nowej przeprawy drogowej, bądź drogowo-tramwajowej, która ma być elementem tzw. dużej obwodnicy Śródmieścia.